# 玛莎·努斯鲍姆
玛莎·C·努斯鲍姆（英語：Martha C. Nussbaum，/ˈnʊsbɔːm/；1947年—），美国哲学家，芝加哥大学哲学系与法学院的厄恩斯特·弗罗因德（Ernst Freund）法学与伦理学杰出贡献教授，美国文理科学院、英国国家学术院和芬兰国家学术院院士。努斯鲍姆以其在政治与道德哲学、古希腊罗马哲学、女性主义哲学等方面的工作而闻名，尤其是她与诺贝尔经济学奖得主阿马蒂亚·森在能力方法（Capabilities Approach）上影响深远的合作。她是2022年巴尔赞奖、2021年郝尔拜奖、2018年博古睿奖、2016年京都奖和2012年阿斯图里亚斯亲王奖得主，拥有六十余所院校的荣誉学位。

## 生平
1947年出生于美国纽约。她中学就读于宾夕法尼亚州布林莫尔的私立女校鲍德温学校，毕业后考入七姐妹学院之一的卫斯理学院。但努斯鲍姆发觉卫斯理学院“情感上和社交上都很沉闷”，并在大学二年级后转入纽约大学学习戏剧和古典学。在纽约大学就读期间，努斯鲍姆与后来的丈夫艾伦·努斯鲍姆相遇。毕业后，二人共同前往哈佛大学深造。努斯鲍姆在哈佛大学不幸遭遇了诸多性别歧视与性骚扰。她的兴趣也逐渐转向哲学。最终，她于1975年以古典语文学博士从哈佛大学毕业，并留校任教。努斯鲍姆是第一位入选声名显赫的哈佛学会的女性，并因此遭到了骚扰。
努斯鲍姆最终没能在哈佛大学获得终身教职。据本人后来回忆，部分原因是一些人“对我这个非常直言不讳的女人恶毒的厌恶”。1983年离开哈佛大学后，努斯鲍姆先在卫斯理学院访问了一年，随后前往布朗大学任教。1985年，努斯鲍姆在布朗升任哲学、古典学与比较文学的正教授。1987年，她与艾伦离婚。1987年至1993年，她在联合国大学世界经济发展研究所担任研究顾问。1989年，努斯鲍姆获得布朗大学的校级教授（University Professor）荣誉。自1995年起，她正式开始在芝加哥大学工作。在受聘于该校的法学院和哲学系的同时，她也在古典学系、政治学系、神学院、南亚研究委员会任职。
努斯鲍姆是美国哲学协会中部分会1999至2000年度的主席。她还拥有包括威廉姆斯学院、多伦多大学、爱丁堡大学、圣安德鲁斯大学、巴黎高等师范学院、鲁汶大学、俄亥俄州立大学、乔治城大学、埃默里大学等六十余所院校的荣誉学位。

## 主要著作
- Hiding from humanity disgust, shame, and the law Princeton, Princeton University Press, 2004
  - 《逃避人性︰噁心、羞恥與法律》， 方佳俊譯，商周出版，2007
- The Fragility of Goodness: Luck and Ethics in Greek Tragedy and Philosophy, Cambridge University Press, 1986 (Updated Edition 2000)
  - 《善的脆弱性：古希腊悲剧和哲学中的运气与伦理》，徐向东、陆萌译，译林出版社，2007
  - 《善的脆弱性：古希腊悲剧和哲学中的运气与伦理（修订版）》，徐向东、陆萌译，徐向东、陈玮修订，译林出版社，2018
- ed. (with Amartya Sen), The Quality of Life, Oxford University Press, 1993
  - （与阿马蒂亚·森合编）《生活质量》，龚群译，社会科学文献出版社，2007
- Poetic Justice: The Literary Imagination and Public Life, Beacon Press, 1996
  - 《诗性正义：文学想象与公共生活》，丁晓东译，北京大学出版社，2009
- Cultivating Humanity: A Classical Defense of Reform in Liberal Education,  Harvard University Press, 1997
  - 《培养人性：从古典学角度为通识教育改革辩护》，李艳译，上海三联，2013
- Sex and Social Justice,  Oxford University Press, 1999
- Women and Human Development: The Capabilities Approach, Cambridge University Press, 2000
- Frontiers of Justice: Disability, Nationality, Species Membership, Harvard University Press, 2006
  - 《正義的界限：殘障、全球正義與動物正義》，徐子婷譯，韋伯文化，2008
  - 《正义的前沿》，陈文娟、谢惠媛、朱慧玲译，中国人民大学出版社，2016
- From Disgust to Humanity: Sexual Orientation and Constitutional Law, Oxford University Press, 2010
  - 《從噁心到同理：拒斥人性，還是站穩理性 ? 法哲學泰斗以憲法觀點重探性傾向與同性婚姻》，堯嘉寧译，麥田，2018
- Not For Profit: Why Democracy Needs the Humanities, Princeton University Press, 2010
  - 《告别功利：人文教育忧思录》，肖聿译，新华出版社，2010
- Creating Capabilities: The Human Development Approach, Harvard University Press, 2011
  - 《寻求有尊严的生活：正义的能力理论》，田雷译，中国人民大学出版社，2016
- Anger and Forgiveness: Resentment, Generosity, and Justice, Oxford University Press, 2016
  - 《愤怒与宽恕：重思正义与法律背后的情感价值》，高忠义译，商周出版公司，2017